# Deltote johnjoannoui
Deltote johnjoannoui is een vlinder van de familie van de uilen (Noctuidae). De wetenschappelijke naam van deze soort is voor het eerst voorgesteld door Wolfram Mey en Lars Kühne in een publicatie uit 2014.
De soort komt voor in Mozambique en Zuid-Afrika.